# Витторио Мессори
Витторио Мессори (итал. Vittorio Messori; род. 16 апреля 1941, Сассуоло) — итальянский журналист и историк. Долго работал в La Stampa, Periodici Paolini, Avvenire. Он одного из виднейших защитников христианской веры, знаменитого писателя и журналиста, чьи книги находятся среди мировых бестселлеров. Он же опубликовал свои беседы с Папой Войтылой, очень популярные.

## Публикации трудов на русском языке
- Папа Иоанн Павел II, Переступить порог надежды, ISBN 5-88403-005-3